# Indiana Jones

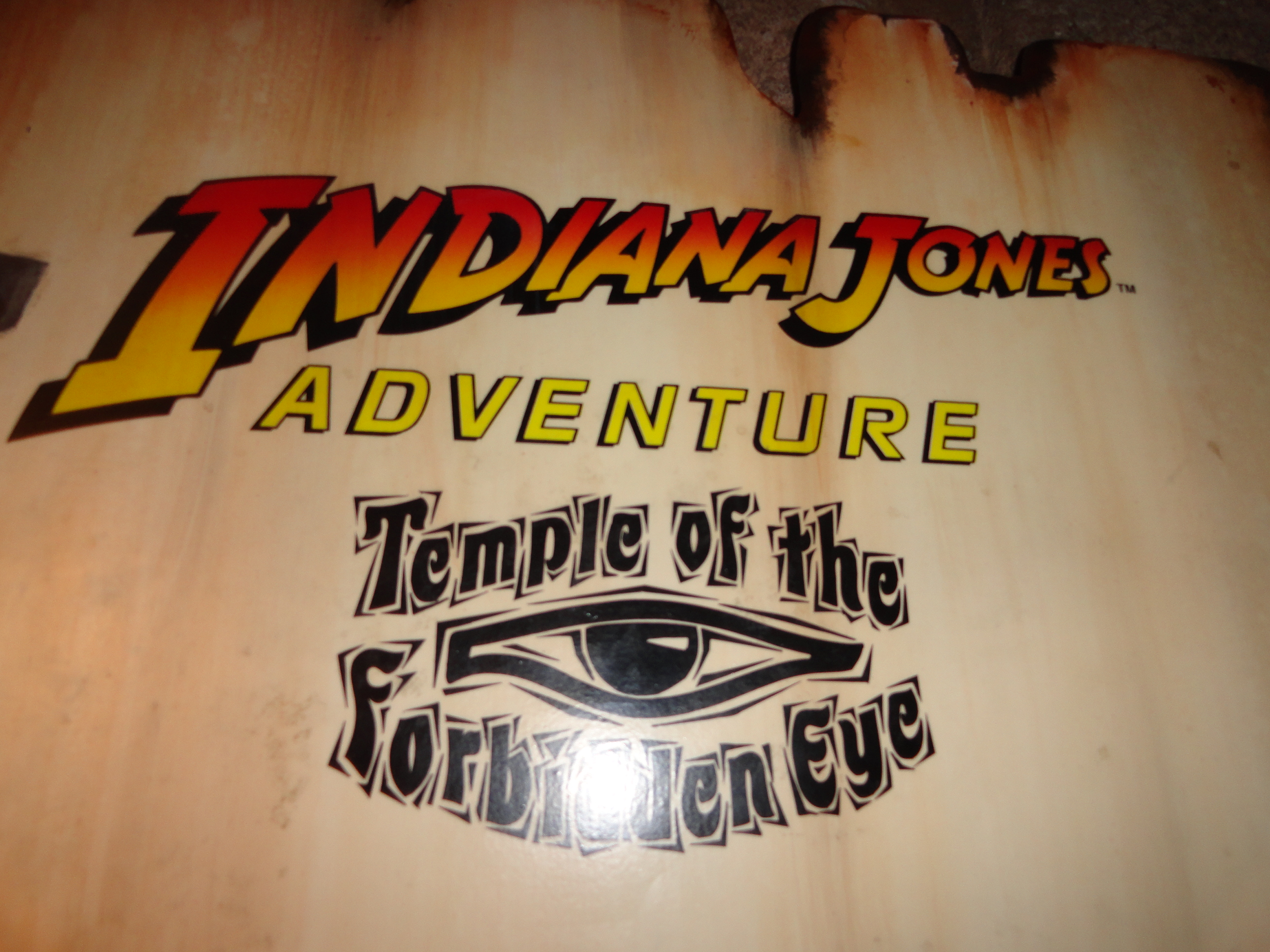
Indiana Jones

Indiana Jones je fiktivní postava z filmové pentalogie George Lucase a Stevena Spielberga. Ve filmech hrál tuto postavu Harrison Ford, ale byly natočeny i televizní seriály, ve kterých hráli jiní herci.
Indiana Jones je archeolog s kloboukem a bičem, a také přehnaným strachem z hadů, stvořený podle komiksových hrdinů, o kterých Lucas i Spielberg rádi četli v dětství. Poprvé o tomto projektu diskutovali na Havaji v době vydání prvního filmu z cyklu Hvězdné války. Spielberg řekl Lucasovi, jak moc si přál režírovat film o Jamesi Bondovi, ale Lucas odpověděl, že má něco ještě lepšího.

## Biografie fiktivního hrdiny
Indiana Jones, vlastním jménem Henry Jones, Jr., se narodil skotskému profesoru středověké literatury jménem Dr. Henry Jones Sr. (v televizním seriálu ho hrál Lloyd Owen, ve filmech Sean Connery) a jeho ženě Anně, 1. července 1899 v Princetonu, New Jersey, USA.
„Junior“ doprovázel otce na cestách Evropou, kde se naučil hovořit, číst a psát 27 jazyky, včetně francouzštiny, němčiny, italštiny, španělštiny, ruštiny, švédštiny, řečtiny, arabštiny, turečtiny, vietnamštiny, svahilštiny, latiny, čínštiny a také trochu hindštiny. Jeho rodným jazykem byla přitom angličtina.
Přestože ho otec oslovoval „Junior“, sám Henry Jr. si vybral jméno svého psa Indiana, aby ho ostatní oslovovali Indiana Jones.
V roce 1912 bydlel Indy v Utahu a navštěvoval skautský oddíl. Tam se poprvé, při ochraně kříže před zloději naučil používat bič a získal onen proslavený klobouk typu Fedora.
Aby nemusel nastoupit na Princeton University, jak chtěl jeho otec, utekl z domova vlakem. Nakonec ho v Mexiku unesli revolucionáři, ke kterým se přidal, takže se zúčastnil Mexické revoluce v roce 1916, kterou vedl Pancho Villa. Přitom potkal svého přítele, Belgičana Remyho. Spolu odjeli do Afriky, kde začínala první světová válka.
Spolu narukovali do belgické armády, kde to Jones dotáhl až na poručíka. Protože se ale nevyznal v mapách, ztratil svou jednotku a namísto toho bojoval po boku britské armády. Nakonec ale s Remym přešli zpět do belgické armády, v roce 1916 byli na západní frontě.
Zajali ho Němci, kterým uprchl. Potkal Matu Hari, pracoval jako špion, onemocněl, léčil ho Albert Schweitzer. Soupeřil s Ernestem Hemingwayem o přízeň mladé zdravotní sestry. Překládal Versailleskou smlouvu.
Někdy po válce se vrátil do USA, kde studoval archeologii na University of Chicago u profesora Abnera Ravenwooda, jehož dcera Marion se mu velmi líbila.
Dr. Jones nečekaně opustil Ravenwoodovy v roce 1926 a nebyl s nimi ve styku dalších 10 let. Čas dělil mezi učení a archeologické expedice, včetně cesty do Číny v roce 1935, kde čelil gangsterovi jménem Lao Che a při útěku před ním se dostal do oblasti britské Indie, kde se utkal s kultem Kálí (film Indiana Jones a chrám zkázy). V roce 1936 ho kontaktoval úřad vlády, aby získal Archu úmluvy dřív než nacisté. Na cestě ho doprovázela Marion Ravenwoodová (film Dobyvatelé ztracené archy). V dalších letech občas v práci pro vládu pokračoval. V roce 1938 zachránil otce před nacisty a pomáhal mu při hledání Svatého grálu (film Indiana Jones a poslední křížová výprava).
V roce 1957 se setká s Henry "Muttem" Williamsem, synem Marion Ravenwoodové, později i s Marion. Sovětští agenti se snaží získat křišťálovou lebku objevenou v Jižní Americe Indyho bývalým kolegou Haroldem Oxleym a využít její energii. Později se ukáže, že Mutt je syn Indiana Jonese a tím pádem je Henry Jones III (film Indiana Jones a království křišťálové lebky). Indiana Jones se navrátí v jeho posledním pokračovaní s Harrisonem Fordem Indiana Jones a nástroj osudu.

## Filmy
Pentalogie filmů o Indianovi Jonesovi zahrnuje tyto díly:
- Dobyvatelé ztracené archy (1981)
- Indiana Jones a chrám zkázy (1984)
- Indiana Jones a poslední křížová výprava (1989)
- Indiana Jones a království křišťálové lebky (2008)
- Indiana Jones a nástroj osudu (2023)

## Další produkty
Na filmy o Indianovi Jonesovi navázal televizní seriál Mladý Indiana Jones (1992), v němž se mladý hrdina seznamuje s význačnými historickými postavami a událostmi počátku 20. století. Značná část tohoto seriálu se točila v ČR.
Vzniklo i několik počítačových her, s volnými náměty dobrodružství Indiany Jonese a jeho společníků. Mezi ně patří i textové hry Františka Fuky Indiana Jones a chrám zkázy, Indiana Jones II a Indiana Jones III.
Mezi nejznámější videohry patřily:
- Indiana Jones and the Temple of Doom (1985, akční)
- Indiana Jones in Revenge of the Ancients (1987, textová adventura)
- Indiana Jones and the Last Crusade (1989, EGA, později VGA adventura)
- Indiana Jones and the Last Crusade: The Action Game (1989, akční)
- Indiana Jones and the Fate of Atlantis (1992, VGA adventura)
- Indiana Jones and the Fate of Atlantis: The Action Game (1992, akční)
- Indiana Jones' Greatest Adventures (1994, akční)
- Indiana Jones and the Infernal Machine (1999, akční)
- Indiana Jones and the Emperor's Tomb (2003, akční)
- Indiana Jones and the Great Circle (2024, akční)